# Takle mamo
Takle mamo je slovenska humoristična televizijska serija, ki se je predvajala zvečer na POP TV od 8. marca 2016 ter decembra 2019 in 2020.
V njej so prikazana življenja treh parov starejše, srednje in mlade generacije.

## Nastopajoči

### Glavni
| Igralec          | Lik          | opis                                       |
| ---------------- | ------------ | ------------------------------------------ |
| Marijana Brecelj | Marija Božič | upokojena vzgojiteljica                    |
| Andrej Nahtigal  | Štefan Božič | upokojeni policist                         |
| Bernarda Oman    | Darja Kovač  | mama, ki pogreša sina, ki študira v tujini |
| Branko Šturbej   | Tomaž Kovač  | vodja bančne poslovalnice                  |
| Tina Potočnik    | Nika Šefic   | mlada zdravnica                            |
| Blaž Setnikar    | Matic Slak   | mladi glasbenik                            |

### Gostujoči
- Anica Kumer − Anita, Tomaževa mama (13. del)
- Urška Taufer − Petra (»Ana«), hišna pomočnica Božičevih (18. del)
- Anja Drnovšek − Eva, Nikina najboljša prijateljica (21. del)
- Lara Jankovič −  Gordana ‘Goga’ , Darjina prijateljica (25. del)
- Domen Valič − Igor, Matičev najboljši prijatelj (28. del)

## Ekipa
- avtor: Nejc Gazvoda
- direktor fotografije: Peter Prevec
- montaža: Sven Pavlinič
- režiser: Nikolaj Vodošek